# Son Sen

Son Sen (12 tháng 6 năm 1930 – 10 tháng 6 năm 1997) bí danh là Khieu, ông là một thành viên của Ủy ban Trung ương của Đảng Cộng sản Kampuchea sau đó là Đảng Kampuchea Dân chủ từ năm 1974 đến năm 1992. Thời kỳ Khmer Đỏ cầm quyền tại Campuchia (1975-1979) Son Sen từng giữ chức vụ Bộ trưởng Quốc Phòng và là người giám sát mọi hoạt động nhà tù an ninh S21. Cũng giống như Pol Pot, Ieng Sary, Hu Nim hay Khieu Samphan ông từng du học tại Paris trong thập niên 1950. Ông là người Campuchia gốc Hoa.

## Tiểu sử

### Thời trẻ
Son Sen sinh ra tại Trà Vinh, miền nam Việt Nam, một số nguồn nói ông có nguồn gốc Hoa-Việt và lớn lên trong cộng đồng thiểu số Campuchia. Ông học tại Phnom Penh vào thập niên 1950 nhận học bổng tại Paris, nơi ông đã trở thành thành viên của một nhóm sinh viên Kampuchea theo chủ nghĩa Marx mà nhân vật trung tâm là Saloth Sar (Pol Pot).Khi ông trở về Campuchia, ông đã trở thành giám đốc nghiên cứu tại Viện Sư phạm quốc gia cũng như thành viên hàng đầu của Đảng Công nhân Kampuchea tái lập.

### Hoạt động
Tháng 7 năm 1963, Bí thư đầu tiên của Đảng nhân dân Campuchia là Tou Samouth bị chính quyền Norodom Sihanouk ám sát tại Phnom Penh (một số nguồn khác thì cho rằng Pol Pot là người đứng sau vụ ám sát), sau đó Pol Pot đã đứng ra tổ chức đại hội Đảng lần thứ hai và được leo lên vị trí Bí thư thay thế cho Tou Samouth đồng thời nắm hết mọi quyền lực. Son Sen được Pol Pot đưa vào ban lãnh đạo và Son Sen cũng trở thành cánh tay đắc lực của Pol Pot.
Cuối những năm 1960, Son Sen trốn vào rừng cùng với nhiều thành viên chủ chốt khác của Khmer Đỏ tiến hành chiến tranh vũ trang chống lại chính quyền thân Mỹ của Lon Nol.
Vào ngày 17 tháng 4 năm 1975, khi Khmer Đỏ lên nắm chính quyền tại Campuchia, Son Sen giữ chức vụ Bộ trưởng bộ quốc phòng của Khmer Đỏ. Năm 1976-1978, Son Sen cùng với Pol Pot và Nuon Chea được xem là 3 người đứng đầu trong việc ra lệnh thanh trừng và sát hại những thành viên chủ chốt trước đây của Khmer Đỏ như Hu Nim, Touch Phoun, Keo Meas, Koy Thoun hay Vorn Vet...

## Cái chết
Tháng 1 năm 1979, khi quân tình nguyện Việt Nam tiến hành cuộc phản công trong chiến dịch biên giới Tây Nam và tiến vào Phnom Pênh lật đổ chính quyền Khmer Đỏ giúp nhân dân Campuchia thoát khỏi nạn diệt chủng, Son Sen cùng các lãnh đạo cao cấp khác của Khmer Đỏ như Pol Pot, Nuon Chea, Ieng Sary, Khieu Samphan, Ta Mok cùng tàn quân Khmer Đỏ dời căn cứ sang tận vùng hẻo lánh Anlong Veng (gần sát biên giới Thái Lan). Tháng 6 năm 1997, Pol Pot ra lệnh hành quyết Son Sen và 11 người trong gia đình vì cho rằng Son Sen có ý định chấp nhận tiến trình hòa bình của chính phủ.